# 엄마의 깃발
《엄마의 깃발》은 1996년 9월 2일부터 1997년 2월 28일까지 방영된 SBS 일일드라마이며 극중 인물 서종섭 경위(김세윤 분)가 상관인 한정숙 경감(고두심 분)과 재혼을 한다는 내용을 축으로 전개되었는데 이 과정에서 "경찰은 박봉이니 호사스러운 의상이나 액세서리는 피해야 합니다" 등의 대사 등이 등장했고 이에 서울경찰청이 서울시내 30개 경찰서와 일선파출소 직원들에게 드라마를 본 뒤 시정할 부분이 있으면 건의해 달라는 내용의 전언통지문을 하달했으며 《사랑의 찬가》 이후 해당 작품까지 SBS의 일일극은 월~금 8시 50분에 방송됐다.

## 기획 의도
어느날 갑자기 엄마를 잃은 한가족의 살아가는 이야기를 통해 평소 잊고 지내던 어머니의 자리와 가족의 소중함을 조명해보는 드라마

## 등장 인물
- 김세윤 : 서종섭 역
- 고두심 : 한정숙 역
- 나문희 : 정숙 모 역
- 오미연 : 서종님 역
- 이묵원 : 승준 부 역
- 정재순 : 승준 모 역
- 권기선 : 샤론 조 역
- 오연수 : 서윤희 역
- 조민기 : 김승준 역
- 장서희 : 김승희 역
- 최성국 : 박영민 역
- 송채환 : 경순 역
- 김세준 : 최영복 역
- 변소정 : 서윤정 역
- 유준상 : 허진호 역
- 박미지/채림 : 서윤미 역
- 박용하 : 윤하 역
- 김금용
- 이의정
- 이한갈
- 윤철형

## 결방
- 1996년 9월 25일 : 제1회 한중축구정기전 〈대한민국 VS 중국〉 중계 편성에 따라 SBS 8 뉴스가 순연되어 결방
- 1996년 9월 26일 : 추석 특집 드라마 《무슨 말을 하랴》 편성[2]으로 일일시트콤 《아빠는 시장님》이 순연되어 결방
- 1996년 9월 27일 : 추석특집 개그 드라마 《이홍렬의 음식남녀》 편성[3]으로 결방
- 1996년 10월 4일 : 프로야구 준플레이오프 2차전 《한화 이글스 VS 현대 유니콘스》 중계로 인해 결방
- 1996년 10월 7일 : 프로야구 플레이오프 2차전 〈현대 유니콘스 VS 쌍방울 레이더스〉 중계로 인해 결방
- 1996년 10월 11일 : 프로야구 플레이오프 4차전 〈쌍방울 레이더스 VS 현대 유니콘스〉 중계로 인해 결방
- 1996년 10월 23일 : 프로야구 한국시리즈 6차전 〈해태 타이거즈 VS 현대 유니콘스〉 중계로 인해 결방
- 1996년 11월 14일 : 창사특집 〈대통령 특별대담〉 방송으로 인해 결방
- 1997년 2월 6일 : 설 특선영화 《장군의 아들》 편성[4]으로 인해 결방
- 1997년 2월 7일 : 설 특선영화 《토탈 리콜》 편성[5]으로 일일시트콤 《아빠는 시장님》이 순연되어 결방

## 참고 사항
- 삼풍백화점 붕괴 사고를 소재로 다룬 드라마이다.[6]
- 당초 96년 6월 말이나 7월 초에 방영될 예정이었지만 주요 배우 캐스팅 문제, 방송시기가 좋지 않다는 내부 의견 등의 이유 탓인지 96년 9월 초로 첫 방송일이 변경됐다.[7]
- 담당 PD 성준기는 94년 KBS 2TV <밥을 태우는 여자> 이후 두 번째로 일일극 연출을 맡았으며, 2001년 같은 방송사 일일드라마 <소문난 여자>에서 작가 박정란과 재회했다[8].
- 서윤희 역의 오연수는 평소에 겹치기 출연을 사양해 왔으나 반응이 좋았던 같은 방송사 월화사극 <만강>이 연장되면서 이 작품과 <엄마의 깃발> 두 드라마에 본의 아니게 겹치기 출연을 해야 했다.[9]
- 김승희 역의 장서희가 1996년 10월 7일부터 11월 12일까지 KBS 2TV 월화 미니시리즈 <엄마는 출장중>와 겹치기 출연을 해야 했다.